# Décembre 2012 en sport
Pour un article plus général, voir 2012 en sport.
Cette page concerne l'actualité sportive du mois de décembre 2012

## Faits marquants

### Samedi1erdécembre
- Rugby à XV : lors deux derniers test-matchs de fin d'année, l'équipe d'Angleterre inflige une nette défaite aux All-Blacks, leur première de l'année 2012, et met ainsi un terme à leur invincibilité de vingt matchs[23]. Le pays de Galles subit une septième défaite de rang, en perdant sur le fil 12 à 14 contre les Australiens[24].

### Dimanche2 décembre
- Rugby à sept : la deuxième étape des IRB Sevens World Series disputé à Dubaï est remportée par les Samoa qui dominent la Nouvelle-Zélande en finale sur le score de 26 à 15[25].

### Lundi3 décembre
- Rugby à XV : le tirage au sort des poules de la Coupe du monde 2015 est effectué à Londres. L'Angleterre, pays organisateur, se retrouve dans la poule la plus relevée de la compétition en compagnie de l'Australie et du pays de Galles. Les différents groupes sont constitués comme suit[26] :

| Poule A - Australie - Angleterre - Pays de Galles - Océanie 1 - Vainqueur du repêchage | Poule B - Afrique du Sud - Samoa - Écosse - Asie 1 - Amériques 2 | Poule C - Nouvelle-Zélande - Argentine - Tonga - Europe 1 - Afrique 1 | Poule D - France - Irlande - Italie - Amériques 1 - Europe 2 |

### Dimanche9 décembre
- Rugby à sept : la Nouvelle-Zélande remporte la troisième étape des IRB Sevens World Series disputée à Port Elizabeth en Afrique du Sud, en battant largement la France en finale sur le score de 47 à 12[27].

### Dimanche16 décembre
- Handball : l'équipe du Monténégro prend sa revanche de la finale olympique perdue en battant la Norvège 34 à 31 après prolongation en finale du Championnat d'Europe de handball féminin. C'est le premier titre international pour ce jeune pays, tous sports collectifs confondus[28].